# 플로터

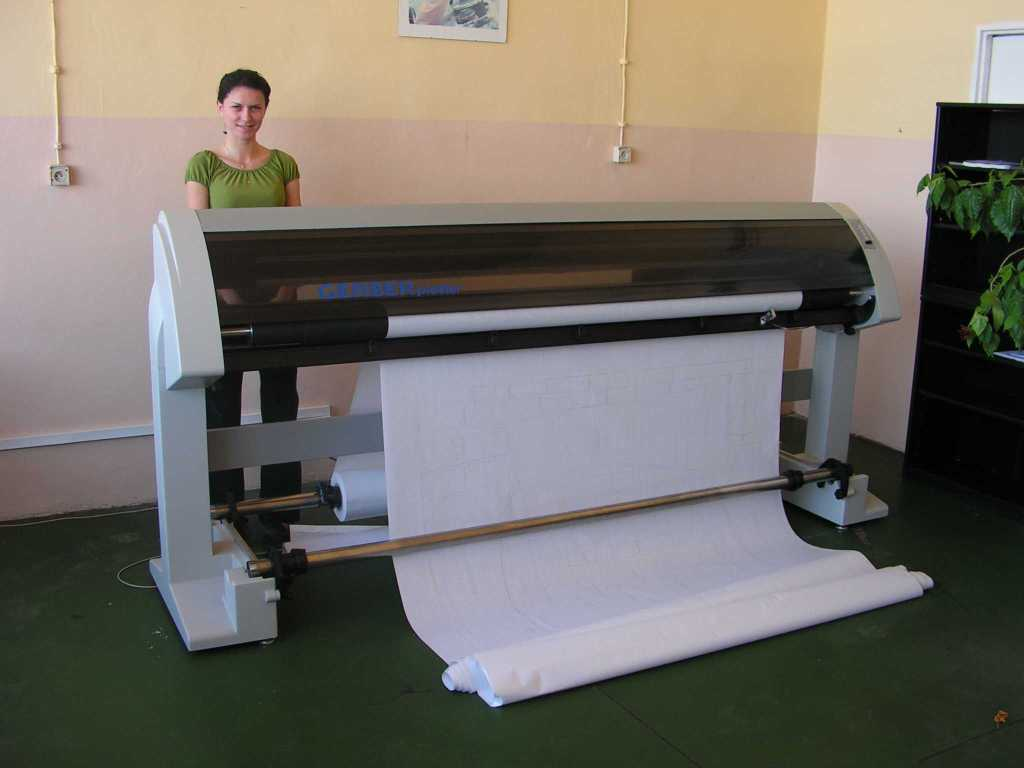

플로터(plotter)는 벡터 그래픽 도면 제작에 사용하는 기계장치다. 즉, 출력 결과를 종이나 필름, 시트지 등의 평면에 그래프나 차트(도형, CAD, 도면) 등으로 작도하기 위한 대형 출력장치이다. 대형이기 때문에 A0(840x1189mm) 이상까지 출력할 수 있으며 C(Cyan시안) M(Megenta마젠타) Y(노랑), K(검정)의 잉크로 인쇄하기도 한다.
정보(데이터의 처리 결과)를 그래프나 차트로 인쇄 용지에 출력하고자 할 때 사용된다. 주로 지도 제작이나 정밀한 설계도 등을 작성하는 데 이용되며, 속도는 느리지만 정밀도가 높다는 장점이 있다. 플로터에는 드럼식과 평면식 등이 있으며, 최근에는 여러 가지 색상으로 그림을 그릴 수 있을 정도로 업그레이드되었다.

## 분류

### 플랫 베드형(평판)
테이플 위에 막대가 있고, 펜 헤드가 놓여 있다고 막대가 좌우로, 움직이며 펜이 상하로 움직이면서 테이블 위에 놓인 용지 위에 도형을 그려져 있다.

### 드럼형
플랫 베트형의 베트를 원통으로 만든 것이다. 원통으로 함으로써 x방향이 작화 길이가 무한대로 되는 동시에 설치 면적이 좁아진다. 작도 용지는 롤(roll)로 되어 있는 길이가 긴 것으로 사용하는데 용지를 드럼에 길이 진공으로 양측을 잡아 당긴다. 드럼형은 길이가 긴 용지를 사용할 수 있는데 장시간 무인 운전이 가능하다고 플로터의 제도 및 성능을 얻어야 한다.

### 벨트 베드형
플랫 베트형과 드럼형과의 유합형으로 구조적에 설치 면적이 좁고, 긴 용지나 규격 용지도 사용할 수 있는 장점이 있다.

### 리니어 모터형
드럼형과 플랫 베트형의 플로터들은 X-Y측에 2개로 된 것으로 각각 독립된 회전 모터를 움직여 2차원의 좌표를 설정한 기구를 가지고 있지만, 리니어 모터형은 소아의 원리에 의해 2축 동시 리니어 모터를 사용하여 1개의 모터에 의해 2차원의 좌표를 설정하여 작화할 수 있다.

### 퍼스널 플로터
초고속, 고정밀도 및 대형화에 치우쳐 발견되어 온 경향이 있었으나, 퍼스널 플로터는 어디서나 손쉽게 사용할 수 있는 개인 전용 플로터이다.

### 잉크 제트식
그래픽 디스플레이에 나타난 화상을 그대로 받아 도면으로 표현하는 기기이다. 잉크는 노줄을 갖고 헤드가 좌우로 움직일 수 있는 소정의 위치에서 잉크를 붙어내어 그리는 것이다.

### 정전식
플로터는 펜이 움직여 작도를 하였고, 정전식 플로터는 펜 대신 전극이 8본/mm으로 1열로 나란히 구성되어 종이를 발생하고 띤 검정색의 토너를 도면을 작성한다. 단점은 도형 정보를 레스터 테이터로 변환하여 작도의 시간은 A4 용지로 30초 이내 정도로 소요된다. 단색(흑색)형과 전 컬러종이 있고, 도면 내의 데이터량이 구애받지 않고, 단시간에 작도하기 때문에 사용 빈도가 높일 수 있다.

### 열전사식
필름에 도포한 잉크 컬러의 경우 Yellow, Cyan, Magenta, Black 등이 발열 저항체로 배열해 서멀 헤드로 녹여 기록지에 전사하는 방식이다. 해상도를 올리기 위해 헤드에 가는 발열 저항제를 배열하시거나, 열전사 방식은 용융열 전사 방식과 승화열 전사 방식이 있다고 이는 A3사이즈가 있다.

### 광전식
프린터 기판용 패턴 필름을 작성할 때 사용하고 X-Y플로터의 볼 스크루의 피치 오차를 보정하기 위해 기기를 설치하고 있다. 감광 필름에 소요되는 광량이 검출되어 광량 제어를 하고 있다.

### 레이지 빔식
플로터는 복사기와 같은 원리로 레이저 광을 회전경으로 주사하고 감광 드럼에 비추고, 레이저 광을 온/오프할 때 감광 드럼상에 정전기의 잠상이 만들어지는데, 여기에 토너를 흡착시키고 현상한다.

### 바이닐 커터
바이닐 커터(vinyl cutter)는 컷팅 플로터(cutting plotter)라고도 하며 옥외 광고물(간판), 빌보드, 포스터, 티셔츠 로고, 기타 그래픽 디자인에 사용되는 엔트리 레벨 머신(entry level machine)이다. 필름, 시트지, 종이 등을 컴퓨터로 디자인한 벡터 그래픽의 패턴과 최적화된 워크플로에 따라 움직이는 커터칼날로 정밀하게 재단한다.

## 같이 보기
- 모니터
- 프린터
- 스피커
- 천공 카드